# Ogygia

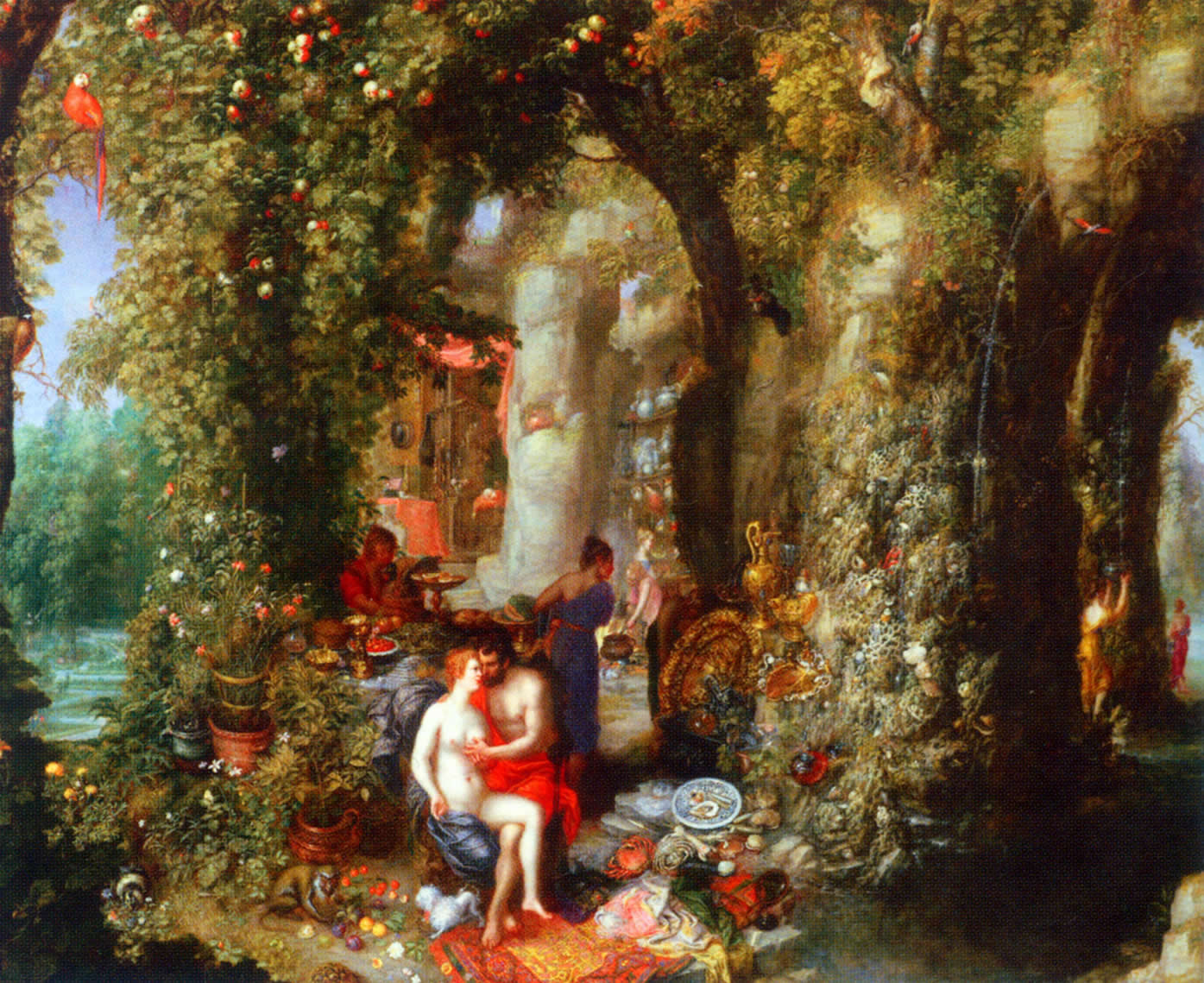
Odysseus en Calypso in de grotten van Ogygia.
(1616), Jan Brueghel de Oudere

Ogygia is een mythisch eiland dat door Homeros in zijn Odyssee, boek V, genoemd werd als verblijfplaats van de nimf Calypso, de dochter van Atlas. 
In Homeros' Odyssee hield Calypso de held Odysseus zeven jaar vast en hield ze hem tegen naar zijn huis in Ithaka terug te keren, omdat ze met hem wilde trouwen. Pallas Athena klaagde hierover bij Zeus en die zond Hermes naar Calypso om haar opdracht te geven Odysseus los te laten. Ze gaf daarop Odysseus de raad om een vlot te bouwen en gaf hem voedsel en drank mee voor onderweg.